# Sabine Krantz
Sabine Krantz (* 6. Februar 1981 in Potsdam, bis 2008 Sabine Zimmer) ist eine ehemalige deutsche Geherin.
1998 gewann Sabine Krantz bei den Juniorenweltmeisterschaften Gold im 5000-Meter-Bahngehen. Über 10.000 Meter wurde sie bei den Juniorenweltmeisterschaften 2000 Dritte. Bei den U23-Europameisterschaften 2003 wurde sie über 20 Kilometer ebenfalls Dritte.
Im Erwachsenenbereich nahm sie im 20-km-Gehen an den Weltmeisterschaften 2003 in Paris/Saint-Denis (Platz 20) und 2005 in Helsinki (Platz 23) teil. Bei den Olympischen Spielen 2004 in Athen belegte sie Rang 16. Einen sechsten Platz belegte sie bei den Europameisterschaften 2006 in Göteborg und den achten Rang bei den Weltmeisterschaften 2007 in Osaka.
Bei den Olympischen Spielen 2008 landete Krantz in Peking auf dem 15. Platz. Bei den Weltmeisterschaften 2009 und 2011 sowie den Olympischen Spielen 2012 in London erreichte sie nicht das Ziel.
2001, 2005, 2009 und 2011 wurde Sabine Krantz Deutsche Hallenmeisterin. Im Freien gewann sie im 5000-Meter-Bahngehen 2005, 2006, 2009 und 2011 sowie über 20 Kilometer 2004 bis 2009, 2011 und 2012 bei den Deutschen Meisterschaften. 2010 legte sie eine Babypause ein, Anfang 2013 trat sie zurück.
Ihre Bestleistung über 20 Kilometer aus dem Jahre 2004 von 1:27:56 h ist deutscher Rekord. 
Krantz startete für den SC Potsdam und ab 2008 für den TV Wattenscheid 01. Bei einer Größe von 1,65 m hatte sie ein Wettkampfgewicht von 48 kg.